# Temnothorax foreli
Temnothorax foreli is een mierensoort uit de onderfamilie van de Myrmicinae. De wetenschappelijke naam van de soort is voor het eerst geldig gepubliceerd in 1907 door Santschi. De soort is genoemd naar Auguste Forel.